# 全日本学生クレー射撃選手権大会
全日本学生クレー射撃選手権大会(ぜんにほんがくせいクレーしゃげきせんしゅけんたいかい)はクレー射撃競技の「全日本学生選手権大会」である。全国の学生選手にとって最高峰の大会であり又ジュニアオリンピックも併設で行われるので、学生選手は同時に両方の大会にエントリーとなる。(ジュニアは26歳まで)進行は主催団体及び日本体育協会の監督役員、JOC監督役員、各大学のクレー射撃部の監督などの指導のもと安全な銃器の取扱及び競技マナーを重視した趣旨で行われている。この大会の歴史は古く、オリンピック、ワールドカップ、アジア大会などの海外派遣選手が生まれている。　　　　

## 大会要綱
主催は日本学生クレー射撃連盟。大会は国際射撃連盟の公式ルールで行われている。トラップ、スキートとも100個撃ちで競う。
大会参加資格は、全国の大学に在籍するクレー射撃選手で、以前は「日本学生クレー射撃連盟」に登録でよかったようであるが最近は、日本クレー射撃協会の会員であることに統一されているようである。
競技種目はトラップとスキートの2種目で各選手がどちらかを選択する。開催は毎年8月に群馬県の「ぐんまジャイアント綜合射撃場」で近年行われており、この射撃場は「関東選手権」「関東ブロック選手権」などの大会を開催をする公認のクレー射撃場である。クレー放出機は「ナスタ社」で、クレーも｢ナスタ社」製のオレンジクレーを使用している。(2010)

## 歴代優勝
| 年   | 種目     | 氏名       | 在籍校           |
| ---- | -------- | ---------- | ---------------- |
| 2005 | トラップ | 山崎貴裕   | 京都学園大学     |
| 2005 | スキート | 狐塚あゆみ | 京都学園大学     |
| 2006 | トラップ | 酒井雄一郎 | 日本福祉大学     |
| 2006 | スキート | 狐塚あゆみ | 京都学園大学     |
| 2007 | トラップ | 相田直輝   | 明星大学         |
| 2007 | スキート | 吉本淳治   | 京都学園大学     |
| 2008 | トラップ | 相田直輝   | 明星大学         |
| 2008 | スキート | 吉本淳治   | 京都学園大学     |
| 2009 | トラップ | 相田直輝   | 明星大学         |
| 2009 | スキート | 熊木雄大   | 日本大学         |
| 2010 | トラップ | 小幡英太朗 | 千葉工業大学     |
| 2010 | スキート | 井川寛之   | 横浜商科大学     |
| 2011 | トラップ |            |                  |
| 2011 | スキート | 井川寛之   | 横浜商科大学     |
| 2012 | トラップ |            |                  |
| 2012 | スキート | 清水知道   | 人間総合科学大学 |
| 2013 | トラップ | 清水知道   | 人間総合科学大学 |
| 2013 | スキート | 清水知道   | 人間総合科学大学 |

## 大学のクレー射撃部
かつては明治大学、慶應義塾大学など多くの大学にクレー射撃部があったが近年減少しているが、平成24年に自分の学校にクレー射撃部がない学生の受け皿となり、各大学にクレー射撃部を設立させることを目標とした関東学生クレー射撃サークルというインカレ団体が有志により発足した。他の大学のクレー射撃部は歴史を誇る日本大学や京都学園大学が有名である。単に「射撃部」というとエアーライフル等の競技(静的射撃)を意味することが多く、クレー射撃の場合は「クレー射撃部」と名しているように見受けられる。

## クレー射撃の現状
クレー射撃競技は、銃所持許可の年齢制限により開始年齢がどうしても高いスポーツであり、国体選手も40歳代、50歳代も普通である。
近年、選手人口の減少化とともに高齢化が問題となっている。
その対策として、20歳未満18歳以上の未成年者でも競技としてクレー射撃に参加できるようにクレー射撃における低年齢者（未成年者）推薦制度という制度が存在する。推薦基準を満たせば日本全国どこでも推薦を受けることができるので、高校生、大学生等の未成年者の推薦希望者は日本クレー射撃協会、関東学生クレー射撃サークル、各大学のクレー射撃サークル等の関連団体に問い合わせてみるとよいだろう。
なお、クレー射撃はお金持ちのスポーツの印象が強いが、近年は安価で質のいい中古銃が出回っているので、意外と安価に競技を始めることが可能である。